# Strażnica KOP „Grudzinowo”

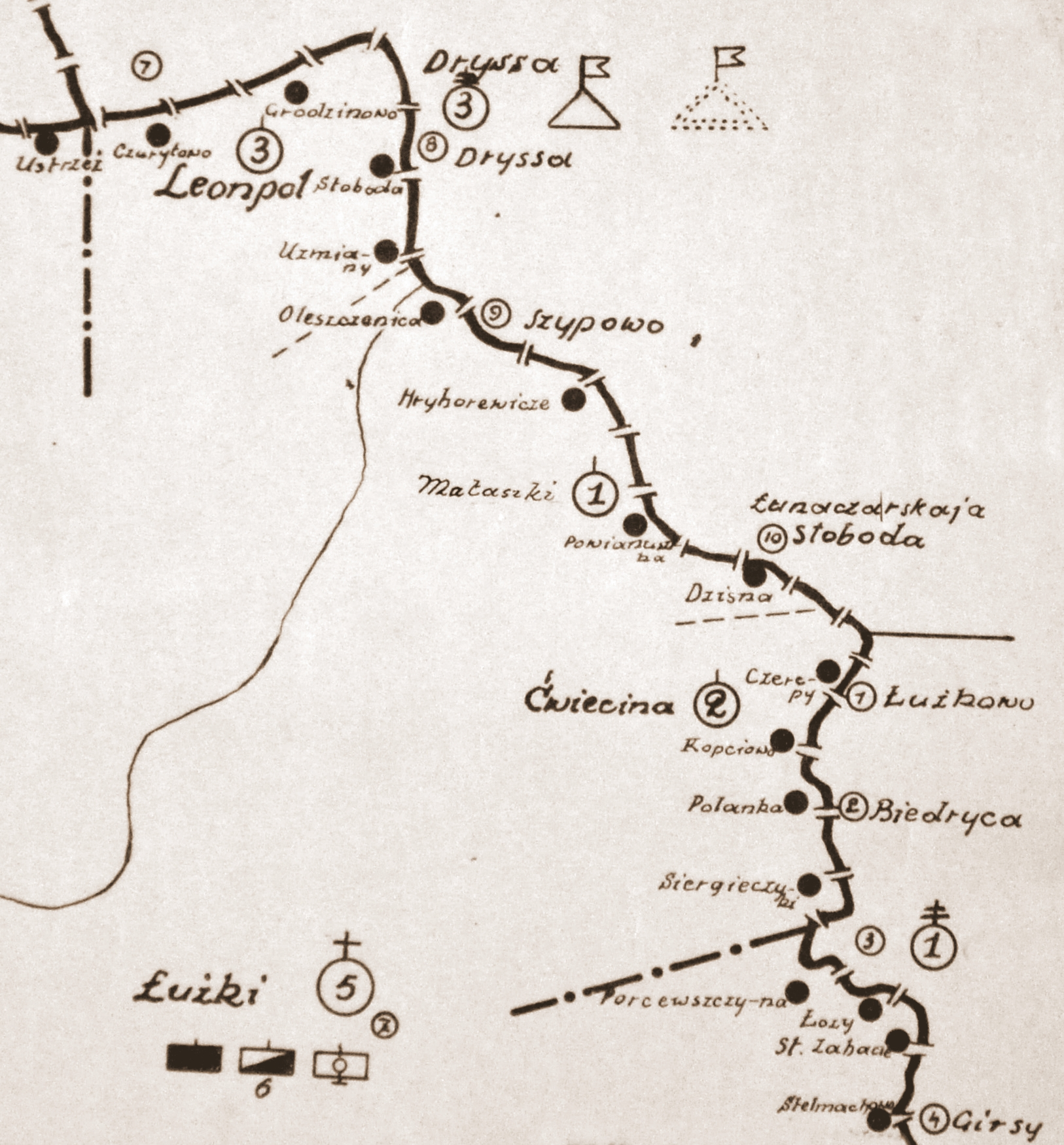
Batalion KOP „Łużki” w 1931

Strażnica KOP „Grudzinowo” – zasadnicza jednostka organizacyjna Korpusu Ochrony Pogranicza pełniąca służbę ochronną na granicy polsko-sowieckiej.

## Formowanie i zmiany organizacyjne
W 1924, w składzie 3 Brygady Ochrony Pogranicza, został sformowany 5 batalion graniczny. W 1928 w skład batalionu wchodziło 13 strażnic. Strażnica KOP „Grudzinowo” w latach 1928 – 1934 znajdowała się w strukturze 3 kompanii KOP „Leonpol” . W komunikacie dyslokacyjnym z 1938 nie występuje. Strażnica liczyła około 18 żołnierzy i rozmieszczona była przy linii granicznej z zadaniem bezpośredniej ochrony granicy państwowej.
W 1932 obsada strażnicy zakwaterowana była w budynku prywatnym.

## Służba graniczna
Podstawową jednostką taktyczną Korpusu Ochrony Pogranicza przeznaczoną do pełnienia służby ochronnej był batalion graniczny. Odcinek batalionu dzielił się na pododcinki kompanii, a te z kolei na pododcinki strażnic, które były „zasadniczymi jednostkami pełniącymi służbę ochronną”, w sile półplutonu. Służba ochronna pełniona była systemem zmiennym, polegającym na stałym patrolowaniu strefy nadgranicznej, wystawianiu posterunków alarmowych, obserwacyjnych i kontrolnych stałych, patrolowaniu i organizowaniu zasadzek w miejscach rozpoznanych jako niebezpieczne, kontrolowaniu dokumentów i zatrzymywaniu osób podejrzanych, a także utrzymywaniu ścisłej łączności między oddziałami i władzami administracyjnymi. Strażnice KOP stanowiły pierwszy rzut ugrupowania kordonowego Korpusu Ochrony Pogranicza.
Strażnica KOP „Grudzinowo” w 1932 ochraniała pododcinek granicy państwowej szerokości 11 kilometrów 500 metrów od słupa granicznego nr 8 do 28.
Wydarzenia
- W meldunku sytuacyjnym KOP za okres od 1 do 10 października 1928 odnotowano: Pododcinek Małaszki (!). Na odcinku strażnicy „Grudzinowo”, w obecności urzędu celnego, dokonano spławu tratw z drzewem do Łotwy[10].

Sąsiednie strażnice
- strażnica KOP „Czuryłowo” ⇔ strażnica KOP „Dworczany” – 1928[2], 1929[3],
- strażnica KOP „Czuryłowo” ⇔ strażnica KOP „Słoboda” – 1931[4] , 1932[5]
- strażnica KOP „Leonpol” ⇔ strażnica KOP „Słoboda” – 1934[6]